# Ania Pieroni
Ania Pieroni (Roma, 28 febbraio 1957) è un'attrice italiana, attiva fino alla prima metà degli anni ottanta.

## Biografia
Ania Pieroni nasce a Roma da una famiglia borghese. Il nonno paterno fu podestà di Pescara mentre il nonno materno, tedesco, fu un architetto e il padre, Cavaliere di Malta, ufficiale pilota che per hobby commerciava autovetture americane. Frequentò le scuole elementari e medie in istituti privati cattolici. In seguito si iscrisse al liceo Torquato Tasso di Roma, dove conseguì la maturità classica.
Su consiglio del padre, che per lei auspicava una carriera diplomatica, Ania si iscrisse all'università, facoltà di scienze politiche, e contemporaneamente intraprese per spirito anticonformista la strada del cinema, esordendo giovanissima in un ruolo, piccolo ma vistoso, nel film Così come sei (1978) di Alberto Lattuada e partecipando poi a Mani di velluto (1979) di Castellano e Pipolo. Raggiunse la celebrità interpretando il ruolo di Mater Lacrimarum nel film Inferno (1980) di Dario Argento.
L'ultimo film a cui prese parte fu Fracchia contro Dracula del 1985.
Accantonata la carriera artistica, divenne per un breve periodo una delle personalità più influenti della televisione italiana. In un'intervista concessa a Claudio Sabelli Fioretti, il presentatore Giancarlo Magalli, parlando della lottizzazione politica della Rai, di lei disse:
(Intervista a Giancarlo Magalli da parte di Claudio Sabelli Fioretti, Sette del 4 luglio 2003)
Dario Argento le propose di interpretare di nuovo il ruolo di Mater Lacrimarum nel film La terza madre, ma l'attrice preferì rinunciare. Successivamente, anche se per un breve periodo, è tornata in società, partecipando alle manifestazioni elettorali di Forza Italia e sostenendo Silvio Berlusconi.

## Vita privata
Nel 1980 quando viveva a Milano, una sua cara amica socialista le chiese di accompagnarla al "Circolo Filippo Turati" del PSI. Fu lì che la Pieroni conobbe Bettino Craxi: tra i due nacque subito una storia d'amore e per lui ruppe il fidanzamento col conte Roberto Gancia. Il potente politico le regalò dapprima un albergo e in seguito una piccola ma influente emittente televisiva privata di Roma, la GBR che, sotto la sua direzione dal 1985 al 1991, divenne la prima emittente del Lazio. Durante questa attività, venne tuttavia accusata di ricettazione per avere incassato parte dei fondi neri del "partito del garofano"; il processo la vide assolta con formula piena.
Durante la frequentazione con Craxi, la stazione televisiva Roma Cine Tv, di cui la Pieroni era direttrice generale, ricevette un contributo mensile di 100 milioni di lire. Inoltre, lo stesso Craxi, poi, dispose l'acquisto di una casa e di un albergo (l'Ivanhoe) a Roma, intestati alla Pieroni. Alla donna Craxi pagò anche la servitù, l'autista e la segretaria.
Nel 1991 si innamorò di un giornalista di GBR, Osman Mancini, rapporto che mise fine alla relazione con Bettino Craxi. Tuttavia, quando il leader socialista fu coinvolto nello scandalo di Mani pulite e si rifugiò in Tunisia, la Pieroni fu una delle poche persone a non voltargli le spalle.
Il 19 settembre 2001 si sposò con l'industriale napoletano dell'acciaio Gennaro Moccia, da cui è divorziata dal 2006.

## Filmografia
- Così come sei, regia di Alberto Lattuada (1978)
- Mani di velluto, regia di Castellano e Pipolo (1979)
- Inferno, regia di Dario Argento (1980)
- Miracoloni, regia di Francesco Massaro (1981)
- Quella villa accanto al cimitero, regia di Lucio Fulci (1981)
- Tenebre, regia di Dario Argento (1982)
- Il conte Tacchia, regia di Sergio Corbucci (1983)
- Ladies & Gentlemen, regia di Tonino Pulci (1984)
- Mai con le donne, regia di Giovanni Fago (1985)
- Fracchia contro Dracula, regia di Neri Parenti (1985)